# Hada reducta
Hada reducta là một loài bướm đêm trong họ Noctuidae.